# Горна-Малина
Горна-Малина (болг. Горна Малина) — село в Болгарии. Находится в Софийской области, входит в общину Горна-Малина. Население составляет 1633 человека (2022).
Кмет (мэр) общины Горна-Малина по результатам выборов — Ангел Жиланов (независимый) .